# Tsabit
Tsabit là một đô thị thuộc tỉnh Adrar, Algérie. Dân số thời điểm năm 2002 là 11.832 người.